# Tony Rolt
Anthony Peter Roylance "Tony" Rolt,  M.C., född 16 oktober 1918 i Bordon, Hampshire, död 6 februari 2008 i Warwick, Warwickshire, var en brittisk officer, racerförare och ingenjör.

## Militär karriär
Under skoltiden på Eton College sysslade Rolt med racing som amatör. 1939 påbörjade han sin militära utbildning vid Royal Military Academy Sandhurst. I samband med Frankrikes fall togs han som krigsfånge vid Calais.
Efter kriget tog Rolt avsked ur armén för att istället utveckla ny teknik för bilar, främst rörande fyrhjulsdrift.

## Racingkarriär
Rolt körde Storbritanniens Grand Prix tre gånger, 1950, 1953 och 1955 utan att komma i mål vid något tillfälle.
Rolt körde även Le Mans 24-timmars varje år mellan 1949 och 1955, sex gånger tillsammans med Duncan Hamilton. 1953 vann de loppet med en Jaguar C-Type.
1955 slutade Rolt med biltävlingar för att koncentrera sig på sin civila karriär med Ferguson Research.

## F1-karriär
| Säsong | Stall/Tillverkare                                | Poäng | Placering |
| ------ | ------------------------------------------------ | ----- | --------- |
| 1950   | Peter Walker (ERA)                               | 0     | -         |
| 1953   | R R C Walker Racing Team (Connaught Engineering) | 0     | -         |
| 1955   | R R C Walker Racing Team (Connaught Engineering) | 0     | -         |